# Sfakia
Sfakia (gr. Δήμος Σφακίων, Dimos Sfakion) – gmina w Grecji, w administracji zdecentralizowanej Kreta, w regionie Kreta, w jednostce regionalnej Chania. Siedzibą gminy jest Chora. W 2011 roku liczyła 1889 mieszkańców.